# Dubieński (herb szlachecki)
Dubieński − nazwisko kilku rosyjskich rodzin szlacheckich, oraz nazwa ich herbów własnych.

Herb własny rodziny Dubieńskich

## Opis herbu
W polu błękitnym dąb złoty z trzema żołędziami, ośmioma liśćmi i korzeniami w takim samym kolorze.
W klejnocie nad hełmem w koronie samo godło, bez korzeni.
Labry herbowe błękitne, podbite złotem.

## Herbowni
Dubieński.

## Historia rodu
Dubieńscy to rodzina mająca polskie korzenie szlacheckie. Kilkoro z jej członków służyło na moskiewskim dworze umacniając przy tym pozycję rodziny oraz zapisując się tym samym w historii Rosji.

## Członkowie rodziny
- Dobrogost Dubieński vel Drohiczyński – ziemianin, fundator kościoła parafialnego przed rokiem 1543 (może w r. 1541?) w miejscowości Dub znajdującej się w województwie lubelskim, w powiecie zamojskim, w gminie Komarów-Osada.
- Andrzej Dubieński – dworzanin carski, założyciel grodu drewnianego w 1628 r. a dzisiejszego Krasnojarska.
- Wasyl Dubieński – dworzanin wojewody kijowskiego hrabiego Piotra Szeremietiewa.
- Dymitr Dubieński (Dubensky po rosyjsku:Дубенским) – generał major w świcie cara oraz nadworny kronikarz oraz pisarz – wydawca cara Mikołaja II m.in. wydał 300 lat panowania rodu Romanowów.
- Fiodor Dubieński – muzyk i opiekun muzyki starocerkiewnej.
- Józef Dubieński – dyrektor krakowskich Zakładów Budowy Maszyn i Aparatury im Ludwika Zieleniewskiego, współzałożyciel oraz zastępca sekretarza Rotary Club Kraków.
- Mieczysław Mazurkiewicz-Dubieński – porucznik, zamordowany w 1940 r. przez NKWD i pochowany w Charkowie.
- Józef Dubieński – oficer Marynarki Handlowej w Gdyni. Zginął w czasie walk w dniu 13 kwietnia 1942 r. na Atlantyku.
- Bernard Bronisław Dubieński – mecenas, twórca pierwszej polskiej organizacji broniącej praw Polaków-imigrantów w Kanadzie.
- Kurt Dubiensky – maestro, kompozytor, dyrygent, społecznik pochowany 27 marca 2009 r. we Włoszech w Clusone, gdzie tworzył przez ostatnie lata.